# جيمس أندرسون (لاعب كرة قدم أمريكية)
جيمس أندرسون (بالإنجليزية: James Anderson)‏ هو لاعب كرة قدم أمريكية أمريكي، ولد في 26 سبتمبر 1983 في رونوك رابيدز في الولايات المتحدة.

## وصلات خارجية
- جيمس أندرسون على موقع مرجع كرة القدم المحترفة.كوم (الإنجليزية)